# Naturschutzgebiet Auf dem Schleim

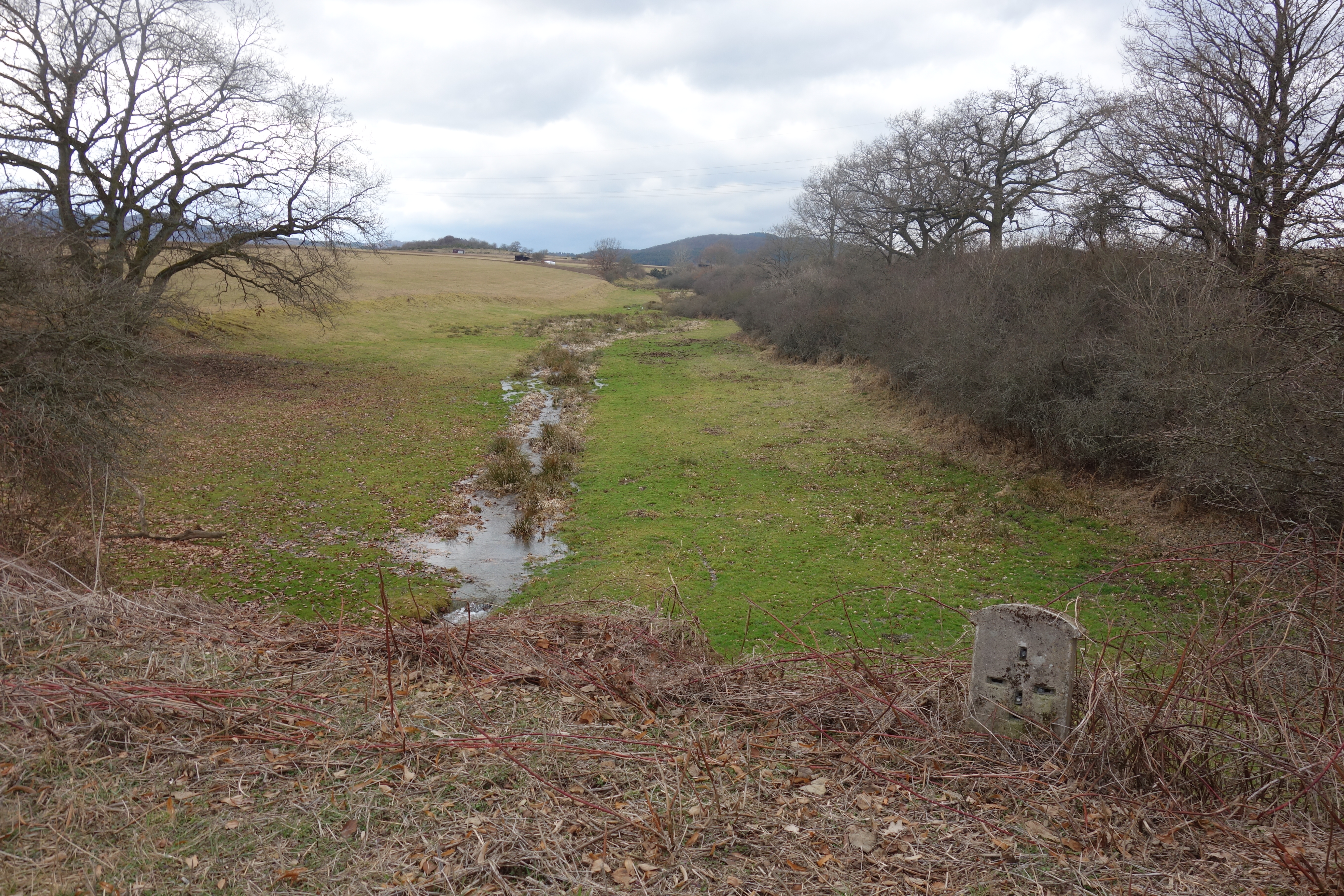
Naturschutzgebiet Auf dem Schleim

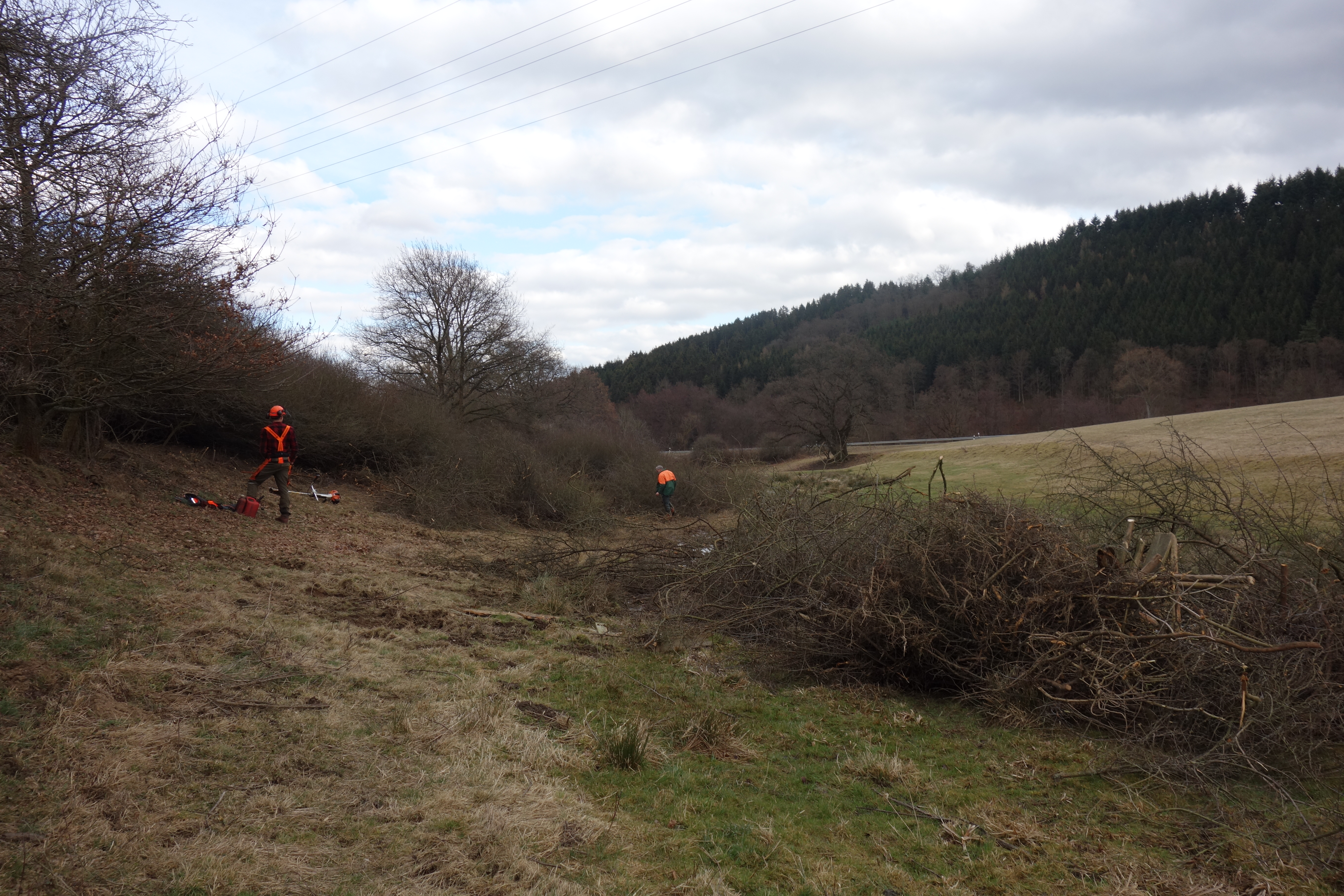
Entbuschungsmaßnahme der Biologischen Station Hochsauerlandkreis

Das Naturschutzgebiet Auf dem Schleim mit einer Größe von 3,53 ha liegt südwestlich von Medebach. Es wurde 2003 mit dem Landschaftsplan Medebach durch den Hochsauerlandkreis als Naturschutzgebiet (NSG) ausgewiesen. Das NSG ist Teil des Europäischen Vogelschutzgebietes Medebacher Bucht (DE-4717-401). Das NSG ist umgeben vom Landschaftsschutzgebiet Medebacher Kernraum: Quellmulden, Niederungszonen und Flächhänge. Im Südosten grenzt die Landstraße 617 an.

## Gebietsbeschreibung
Im NSG handelt es sich um das Grünlandtal Auf dem Schleim. Im Grünland finden sich Magerweiden und Feuchtwiesen. Die Talkante ist mit Gehölzen bestanden.

## Pflanzen- und Tierarten im NSG
Auswahl vom Landesamt für Natur, Umwelt und Verbraucherschutz Nordrhein-Westfalen im Schutzgebiet dokumentierter Pflanzenarten: Acker-Witwenblume, Bachbunge, Berg-Platterbse, Besenginster, Bitteres Schaumkraut, Brennender Hahnenfuß, Echte Nelkenwurz, Echtes Labkraut, Echtes Mädesüß, Feld-Ehrenpreis, Gamander-Ehrenpreis, Gänseblümchen, Geflecktes Johanniskraut, Gras-Sternmiere, Großer Wiesenknopf, Herbstzeitlose, Kleine Bibernelle, Kleiner Wiesenknopf, Kletten-Labkraut, Kriechender Hahnenfuß, Kuckucks-Lichtnelke, Magerwiesen-Margerite, Moschus-Malve, Quell-Sternmiere, Scharfer Hahnenfuß, Schlangen-Knöterich, Schmalblättriges Wollgras, Skabiosen-Flockenblume, Spitzlappiger Frauenmantel, Spitzwegerich, Sumpfdotterblume, Sumpf-Veilchen, Sumpf-Vergissmeinnicht, Vogel-Wicke, Weißes Labkraut, Wiesen-Bocksbart, Wiesen-Bärenklau, Wiesen-Flockenblume, Wiesen-Kerbel, Wiesen-Platterbse und Wiesen-Schaumkraut.
Vom Landesamt dokumentierte Tierarten im Schutzgebiet: Bachstelze, Blaumeise, Bluthänfling, Dorngrasmücke, Elster, Feldschwirl, Fitis, Gartenbaumläufer, Gimpel, Goldammer, Hausrotschwanz, Heckenbraunelle, Klappergrasmücke, Kleiber, Mönchsgrasmücke, Nachtigall-Grashüpfer, Neuntöter, Rabenkrähe, Raubwürger, Rebhuhn, Ringeltaube, Rotkehlchen, Singdrossel, Sumpfrohrsänger, Turteltaube, Wachtel, Waldohreule, Wiesenpieper, Zaunkönig und Zilpzalp.

## Schutzzweck
Das NSG soll das Grünland mit seinem Arteninventar schützen. Wie bei allen Naturschutzgebieten in Deutschland wurde in der Schutzausweisung darauf hingewiesen, dass das Gebiet „wegen der Seltenheit, besonderen Eigenart und Schönheit des Gebietes“ zum Naturschutzgebiet erklärt wurde.